# Della Jones
Della Jones (* 13. dubna 1946) je velšská operní pěvkyně. Narodila se ve vesnici Tonna nedaleko jihovelšského města Neath. Studovala na Royal College of Music v Londýně, kde získala stipendium Kathleen Ferrier. Následně studovala v Ženevě, kde v roce 1970 debutovala. V roce 1977 vstoupila do Anglické národní opery a o šest let později do Royal Opera House.